# Seh Boneh-ye ‘Olyā
Seh Boneh-ye ‘Olyā (persiska: سه بنه علیا, Seh Boneh-ye Bālā) är en ort i Iran.   Den ligger i provinsen Khuzestan, i den centrala delen av landet, 500 km sydväst om huvudstaden Teheran. Seh Boneh-ye ‘Olyā ligger 38 meter över havet och antalet invånare är 392.
Terrängen runt Seh Boneh-ye ‘Olyā är platt.Runt Seh Boneh-ye ‘Olyā är det ganska tätbefolkat, med 80 invånare per kvadratkilometer. Närmaste större samhälle är Shūshtar, 13,7 km norr om Seh Boneh-ye ‘Olyā. Trakten runt Seh Boneh-ye ‘Olyā består till största delen av jordbruksmark.